# Guidan Amoumoune
Guidan Amoumoune ist eine Landgemeinde im Departement Mayahi in Niger.

## Geographie
Guidan Amoumoune liegt in der Sahelzone. Die Nachbargemeinden sind Bader Goula im Nordwesten, Tagriss im Nordosten, Tchaké im Osten, Attantané im Süden und Kornaka im Westen. Bei den Siedlungen im Gemeindegebiet handelt es sich um 66 Dörfer, 123 Weiler und 14 Lager. Der Hauptort der Landgemeinde ist das Dorf Guidan Amoumoune.

## Geschichte
Vor der Ankunft der Franzosen zu Beginn des 20. Jahrhunderts gehörte Guidan Amoumoune zum unabhängigen Staat Gobir. Der britische Reiseschriftsteller A. Henry Savage Landor besuchte das Dorf El Moctar und den Weiler Guidan Tinao, die später zum Gemeindegebiet von Guidan Amoumoune gehörten, 1906 im Rahmen seiner zwölfmonatigen Afrika-Durchquerung. Die französische Verwaltung richtete Anfang des 20. Jahrhunderts einen Kanton mit Sitz in El Moctar ein. Der Kanton El Moctar wurde 1924 aufgelöst und dem Kanton Mayahi angeschlossen. Im Jahr 2002 wurde im Zuge einer landesweiten Verwaltungsreform das Gebiet des Kantons Mayahi auf die Gemeinden Guidan Amoumoune, Mayahi, Attantané und Sarkin Haoussa aufgeteilt.

## Bevölkerung
Bei der Volkszählung 2012 hatte die Landgemeinde 88.199 Einwohner, die in 11.766 Haushalten lebten. Bei der Volkszählung 2001 betrug die Einwohnerzahl 60.461 in 7497 Haushalten.
Im Hauptort lebten bei der Volkszählung 2012 703 Einwohner in 84 Haushalten, bei der Volkszählung 2001 482 in 60 Haushalten und bei der Volkszählung 1988 457 in 62 Haushalten.
In ethnischer Hinsicht ist die Gemeinde ein Siedlungsgebiet von Tuareg, Azna, Gobirawa und Fulbe.

## Politik
Der Gemeinderat (conseil municipal) hat 22 gewählte Mitglieder. Mit den Kommunalwahlen 2020 sind die Sitze im Gemeinderat wie folgt verteilt: 11 PNDS-Tarayya, 4 CPR-Inganci, 4 MNSD-Nassara, 1 CDS-Rahama, 1 MPR-Jamhuriya und 1 RPD-Bazara.
Jeweils ein traditioneller Ortsvorsteher (chef traditionnel) steht an der Spitze von 65 Dörfern in der Gemeinde, darunter dem Hauptort.

## Wirtschaft und Infrastruktur
Die wichtigsten wirtschaftlichen Aktivitäten in der Landgemeinde sind Ackerbau, Viehzucht und Handel. Die UNICEF ließ in Guidan Amoumoune mehrere Getreidespeicher errichten, was die Ernährungssicherheit verbesserte, und investierte in Gebäude und Ausstattung von Schulen. Im Hauptort wird eine Niederschlagsmessstation betrieben.
Der CEG Guidan Amoumoune ist eine allgemein bildende Schule der Sekundarstufe des Typs Collège d’Enseignement Général (CEG). Beim Centre de Formation aux Métiers de Guidan Amoumoune (CFM Guidan Amoumoune) handelt es sich um ein Berufsausbildungszentrum. Gesundheitszentren des Typs Centre de Santé Intégré (CSI) sind im Hauptort sowie in den Siedlungen Baja Kouykouyo, Dan Koullou, Guidan Wari und Mafarawa vorhanden.
Durch die Gemeinde verläuft die Landstraße RR4-003 zwischen Bader Tanko und Saé Saboua.